# Pant, Merthyr Tydfil
Pant är en community i Storbritannien.   Den ligger i kommunen Merthyr Tydfil och riksdelen Wales, i den södra delen av landet, 220 km väster om huvudstaden London.
Större delen av bebyggelsen i Pant är en del av tätorten Merthyr Tydfil.